# Etgersleben
Etgersleben è una frazione (Ortsteil) del comune tedesco di Börde-Hakel, situato nel land della Sassonia-Anhalt.
Appartiene al circondario (Landkreis) del Salzland.
Fino al 31 dicembre 2009 Etgersleben era un comune autonomo.